# قحطی بزرگ ایرلند

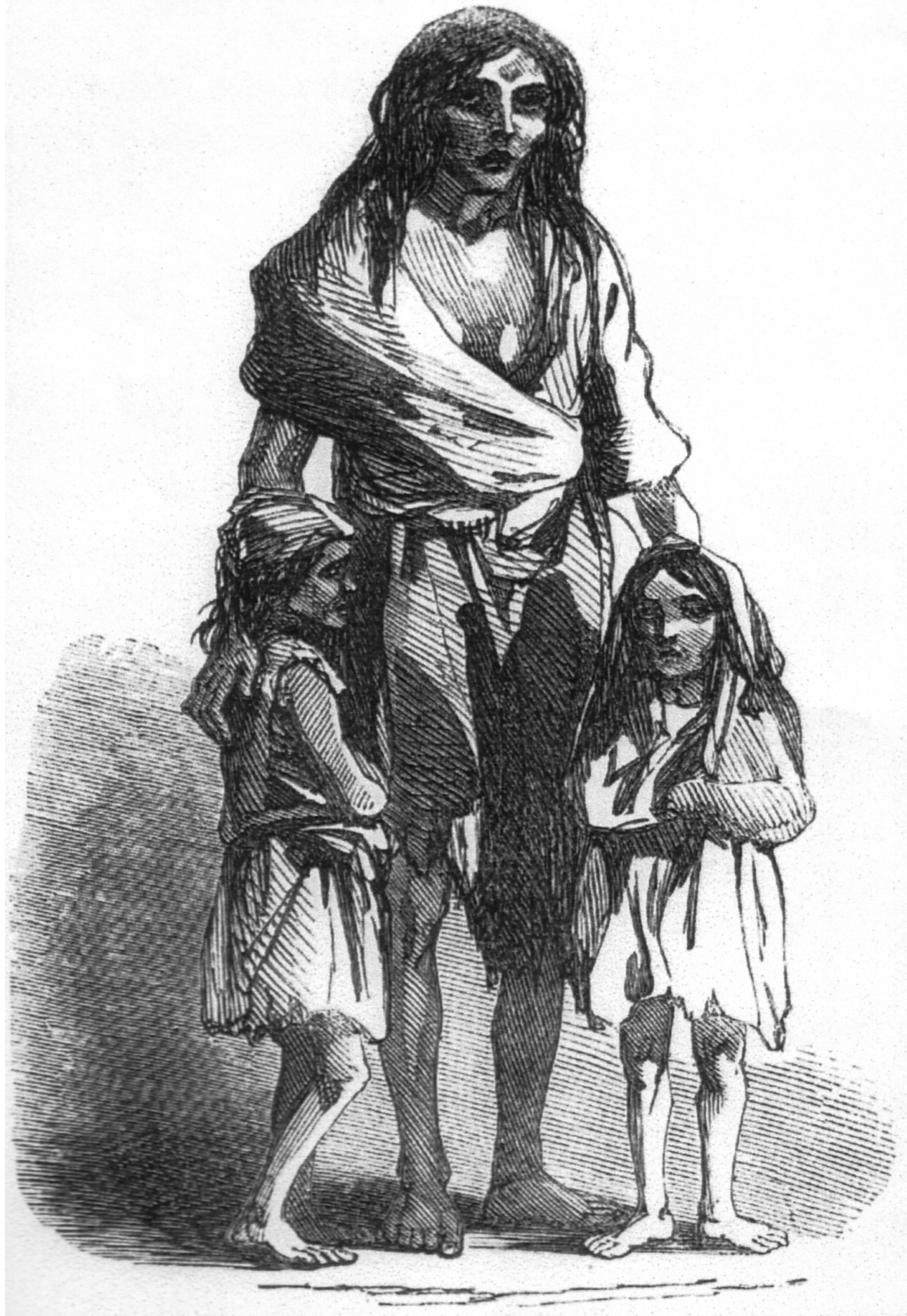
زنی ایرلندی با دو فرزند خردسالش در سال ۱۸۴۹ میلادی

قحطی بزرگ ایرلند که به قحطی سیب‌زمینی نیز معروف  است در بین سال‌های ۱۸۴۵ تا ۱۸۵۲ میلادی در کشور ایرلند رخ داد و در آن حدود یک میلیون نفر از مردم بر اثر  گرسنگی و بیماری  جان باختند و بیش از یک میلیون نفر نیز به کشورهای بریتانیا، استرالیا، کانادا و به‌ویژه به ایالات متحده آمریکا مهاجرت کردند. تعداد زیادی از این مهاجران نیز در طول سفر و در کشتی‌هایی که آنان را حمل می‌کرد از بین رفتند.
جمعیت ایرلند هنوز حدود ۲ میلیون نفر کمتر از جمعیت این کشور پیش از این رویداد است.

## نقش سیب‌زمینی در تغذیه مردم ایرلند
در سده هجدهم میلادی و با ورود گیاهان جدید از قاره آمریکا به اروپا، دو محصول کشاورزی یعنی ذرت و سیب‌زمینی در آن قاره موفقیت بزرگی را به‌دست آوردند، به‌گونه‌ای که باعث رشد جمعیت و جلوگیری از گرسنگی در اروپا شدند. ذرت و سیب‌زمینی به‌دست آمده از مقدار معینی زمین، چندین برابر غلات آن روز اروپا (گندم و جو) که برای تولید نان استفاده می‌شد کالری تولید می‌کرد. به‌نظر می‌رسد دریانوردان اسپانیایی نخستین بار سیب‌زمینی را به ایرلند وارد کرده باشند. ایرلند نخستین سرزمین اروپایی بود که به‌خوبی از سیب‌زمینی استفاده کرد. در قرن هیجدهم بسیاری از ایرلندی‌ها برای غذای روزانه خود به سیب‌زمینی وابسته بودند. در سال ۱۸۰۰ میلادی (ابتدای قرن نوزدهم) سیب‌زمینی خوراک اصلی کارگران و کشاورزان سراسر اروپای شمالی و حتی انگلستان بود. یک نفر انگلیسی که در سال ۱۷۸۰ میلادی از ایرلند بازدید کرده چنین نوشته است:
 تصورش را بکن، کاسه سیب‌زمینی مرد ایرلندی روی زمین قرار گرفته، تمام خانواده دور آن چمپاتمه زده‌اند و مقدار باور نکردنی را می‌بلعند. خوک به‌راحتی همسر مرد، سهم خودش را برمی‌گیرد. مرغ و خروس‌ها، بوقلمون‌ها، غازها، سگ، گربه، و شاید گاو همه از همان کاسه می‌خورند... .

## دلیل بروز قحطی

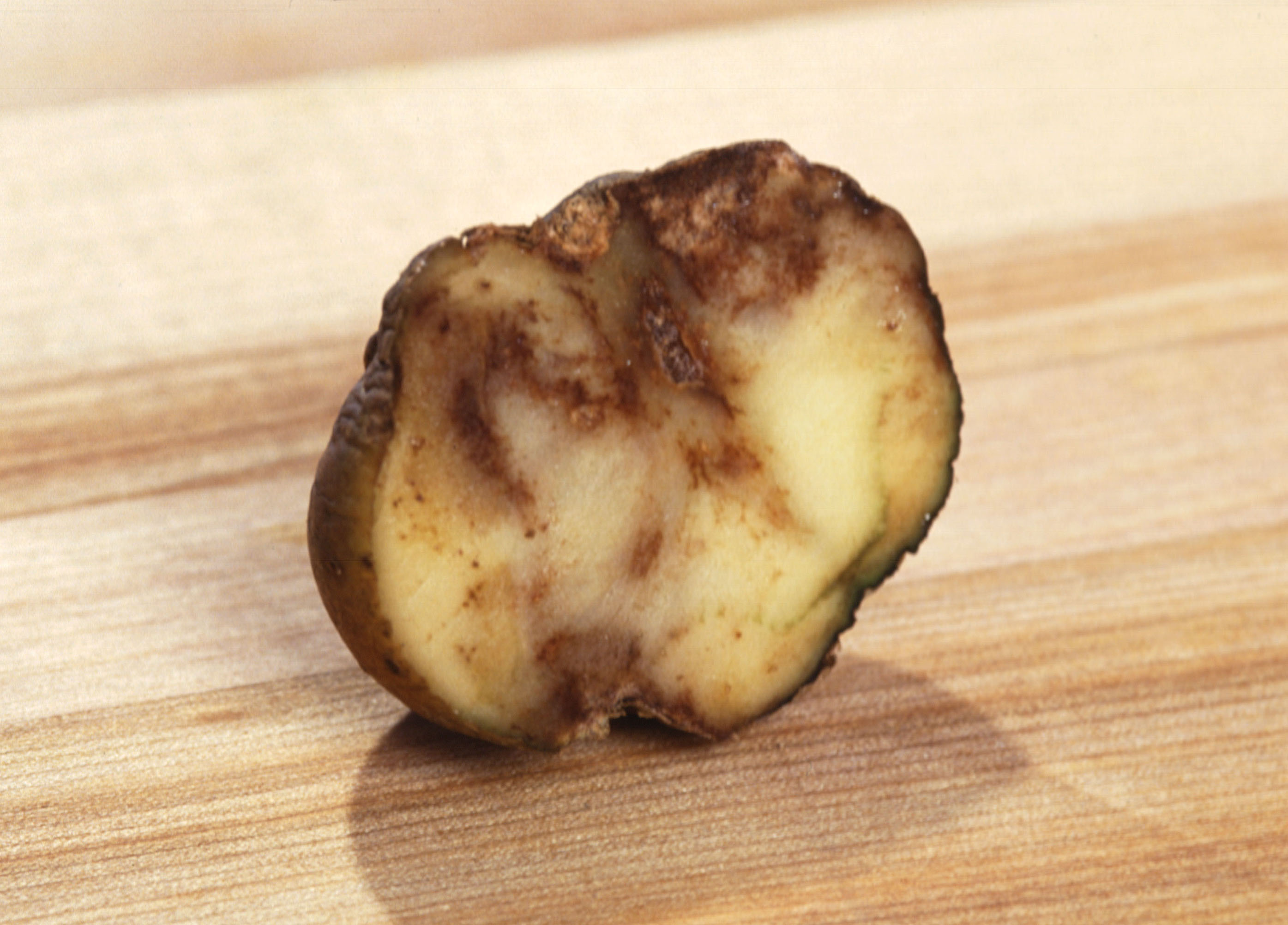
برشی از یک سیب‌زمینی آفت‌زده

در سال ۱۸۴۵ میلادی بیشتر محصول سیب‌زمینی ایرلند سیاه و خراب شد. هیچ‌کس نمی‌دانست که چرا چنین شده است. کشاورزان سیب‌زمینی‌هایی را که به‌نظر می‌رسید سالم هستند برای سال بعد کاشتند. محصول سال ۱۸۴۶ به‌طرز فاجعه‌باری از دست رفت. قیمت مواد غذایی افزایش یافت. خانواده‌های تهیدست چیزی برای خوردن نداشتند و قادر به خرید دیگر خوراکی‌ها نیز نبودند. گرسنگی افراد را در برابر بیماری‌ها ناتوان ساخت. بر اثر گرسنگی و بیماری‌های حاصل از آن حدود یک میلیون نفر جان باختند. قحطی در دهه ۱۸۵۰ فروکش کرد زیرا روستاهای ایرلند خالی از مردم شده بود. آفت سیب‌زمینی یک نوع قارچ بود. در سال ۱۸۸۲ کشف شد که سولفور مس می‌تواند این بیماری گیاهی را متوقف کند.

## پیامدهای قحطی بزرگ ایرلند

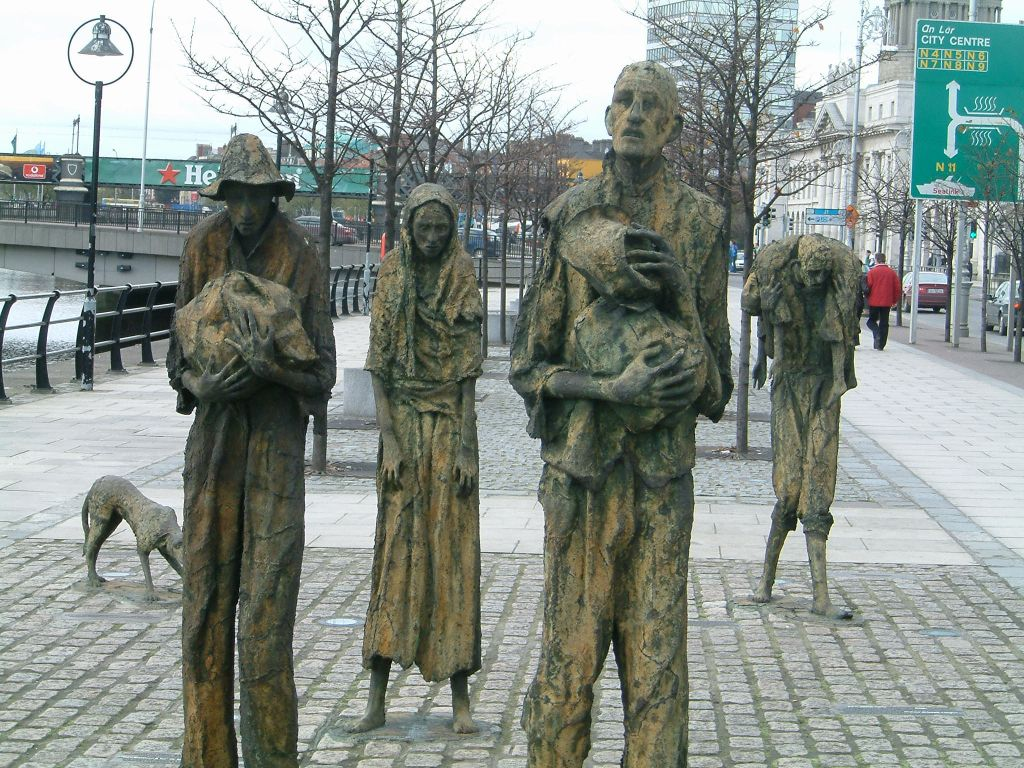
یادبود این قحطی در خیابانی در دوبلین

در نیمه سده نوزدهم ایرلند رسماً جزئی از بریتانیا بود و بهترین زمین‌های کشاورزی آن، متعلق به مالکان ثروتمند پروتستان انگلیسی‌تبار بود. کشاورزان و کارگران مزارع معمولاً ایرلندی‌های بومی و کاتولیک مذهب بودند. در این مزارع معمولاً جو و گندم کشت می‌شد و محصول آن هم بیشتر به انگلستان صادر می‌شد چون در آن جا به‌قیمت خوبی به‌فروش می‌رسید و خوراک کشاورزان و کارگران ایرلندی عمدتاً سیب‌زمینی بود. قحطی سیب‌زمینی آتش ملی‌گرایی را مجدداً شعله‌ور ساخت بطوری‌که سرانجام به استقلال بخش بزرگی از خاک ایرلند انجامید.